# V600E
V600E  نام یک جهش در ژن BRAF است که طی آن، والین (V) جای خود را به اسید گلوتامیک (E) در اسید آمینه ۶۰۰ می‌دهد.
این تغییر، یک جهشِ سرطان‌زا در ملانوما،(E) لوسمی سلول مویی، سرطان تیروئید نوع پاپیلاری، سرطان روده بزرگ، سرطان ریه سلولِ غیر کوچک، هیستوسیتوز سلول‌های لانگرهانس و آملوبلاستوما است.
داروهای دابرافنیب و ومورافنیب را سازمان غذا و دارو آمریکا برای درمان ملانومایی که جهش مذکور در آنها موجود است، مورد پذیرش قرار داد.

## بیشتر بخوانید
- Maldonado JL, Fridlyand J, Patel H, Jain AN, Busam K, Kageshita T,  et al. (December 2003). "Determinants of BRAF mutations in primary melanomas". Journal of the National Cancer Institute. 95 (24): 1878–90. doi:10.1093/jnci/djg123. PMID 14679157.
- Maverakis E, Cornelius LA, Bowen GM, Phan T, Patel FB, Fitzmaurice S, He Y, Burrall B, Duong C, Kloxin AM, Sultani H, Wilken R, Martinez SR, Patel F (May 2015). "Metastatic melanoma - a review of current and future treatment options". Acta Dermato-Venereologica. 95 (5): 516–24. doi:10.2340/00015555-2035. PMID 25520039.